# Secale anatolicum
Secale anatolicum är en gräsart som beskrevs av Pierre Edmond Boissier. Secale anatolicum ingår i släktet rågsläktet, och familjen gräs. Inga underarter finns listade i Catalogue of Life.